# ریویر فالیز
ریویر فالیز رودخانه ای در مارتینیک است. این رود به ریویر کاپو (Rivière Capot) در نزدیکی آژوپا بویلن (L'Ajoupa-Bouillon) می ریزد و ۹٫۴ کیلومتر (۵٫۸ مایل) طول دارد.